# Pavonia dregei
Pavonia dregei là một loài thực vật có hoa trong họ Cẩm quỳ. Loài này được Garcke mô tả khoa học đầu tiên năm 1881.